# Dyreværnsloven
Dyreværnsloven er en dansk lov.
Loven beskytter, som det anføres i § 1, dyrs levevilkår med foreskrifter om, at dyr skal behandles forsvarligt og beskyttes bedst muligt mod smerte, lidelse, angst, varigt men og væsentlig ulempe.
Enhver som holder dyr, kan opfylde disse betingelser ved at sørge for, at dyr behandles omsorgsfuldt, hvilket vil sige, at dyr skal huses, fodres, vandes og passes under hensyntagen til dyrs fysiologiske, adfærdsmæssige og sundhedsmæssige behov, der er i overensstemmelse med anerkendte praktiske og videnskabelige erfaringer.

## Strafferammen
Såfremt dyr bliver behandlet uforsvarligt, straffes der med bøde eller fængsel indtil 2 år. Ved udmålingen af straffen tages hensyn til, om der foreligger uforsvarlig eller grovere uforsvarlig behandling af dyr. Har forholdet haft karakter af mishandling, er straffen fængsel indtil 2 år, i gentagelsestilfælde indtil 3 år.